# Grammia excelsa
Grammia excelsa är en fjärilsart som beskrevs av Berthold Neumoegen 1883. Grammia excelsa ingår i släktet Grammia och familjen björnspinnare. Inga underarter finns listade i Catalogue of Life.